# Wychwyt elektronu

Diagram Feynmana zapisu reakcji

Wychwyt elektronu (zwany też odwrotną przemianą beta) – reakcja jądrowa, w której elektron atomu jest przechwytywany przez proton z jądra atomowego, w wyniku czego powstaje neutron (pozostający w jądrze) i neutrino elektronowe, które jest emitowane.
p+ + e−
 → n + νe
Przykładowo:
2613Al + e−
 → 2612Mg + νe

4019K + e−
 → 4018Ar + νe

5928Ni + e−
 → 5927Co + νe

23593Np + e−
 → 23592U  + νe

W konsekwencji tej reakcji liczba protonów w jądrze maleje, a liczba neutronów rośnie o 1, nowo powstały atom ma liczbę atomową mniejszą o 1, jego masa atomowa pozostaje bez zmian. Wychwytowi elektronu ulegają przeważnie jądra ciężkie; zazwyczaj jądra te ulegają też rozpadowi beta plus. Przechwytywanym elektronem jest zazwyczaj elektron najbliższy jądru atomowemu, czyli pochodzący z powłoki K, dlatego przemianę tę nazywa się też "wychwyt K" (choć zdarza się także wychwyt z powłoki L). Pochłonięcie elektronu przez jądro powoduje reorganizację elektronów na powłokach. Na miejsce brakującego "przeskakuje" elektron z wyższej orbity, w wyniku czego jest emitowana energia w postaci kwantu lub kilku kwantów charakterystycznego dla danego pierwiastka promieniowania rentgenowskiego, często dochodzi także do jonizacji atomu poprzez efekt Augera.
Wychwytowi elektronu towarzyszy emisja promieniowania gamma przez jądro atomowe.
Zjawisko to odkrył Luis Alvarez, laureat Nagrody Nobla w dziedzinie fizyki w 1968.